# Układ liniowy
Układ liniowy – matematyczny model układu regulacji oparty na przekształceniu liniowym. Będąc matematyczną abstrakcją i swoistą idealizacją, układ liniowy charakteryzuje się znacznie prostszymi własnościami niż układ nieliniowy.
W świecie fizycznym układy liniowe faktycznie nie istnieją – bardzo surowe warunki jakie implikuje model liniowy nie są realizowalne – w szczególności wymóg, aby żadna zmienna nie była ograniczona, stoi w sprzeczności zarówno z ziarnistością, obserwowaną w fizycznym świecie mikroskopowym, jak i odczuciem, że fizyczne rzeczy nie mogą być dowolnie duże. Model liniowy stosuje się więc tylko wówczas, gdy uda się znaleźć pewien zakres wartości zmiennych, dla których model ten nie odbiega znacząco od faktycznie nieliniowego układu fizycznego. Innymi słowy modele liniowe, dogodne z matematycznego punktu widzenia, często stosuje się do opisu układów nieliniowych, które wcześniej zostały zlinearyzowane. Z tego względu modele liniowe są bardzo często wykorzystywane, znajdują ważne zastosowania w teorii sterowania, w przetwarzaniu sygnałów i w telekomunikacji. Na przykład w systemach łączności bezprzewodowej medium, w którym następuje rozprzestrzenianie się fal, można modelować za pomocą układu liniowego.
Ogólny model deterministyczny można stworzyć, wykorzystując operator {\displaystyle H,} który przekształca sygnał wejściowy {\displaystyle x(t)} (określony funkcją zmiennej {\displaystyle t}) na sygnał wyjściowy {\displaystyle y(t)} – jest to więc model o charakterze „czarnej skrzynki”. Podstawowymi własnościami układów liniowych są:
- własność superpozycji (addytywności),
- własność skalowania (jednorodności).

Własności te można ująć w jeden warunek liniowości: jeśli dane są dwa sygnały wejściowe
{\displaystyle x_{1}(t),}
{\displaystyle x_{2}(t)}
i odpowiadające im sygnały wyjściowe
{\displaystyle y_{1}(t)=H\left\{x_{1}(t)\right\},}
{\displaystyle y_{2}(t)=H\left\{x_{2}(t)\right\},}
wówczas dla dowolnych wartości skalarnych
{\displaystyle \alpha } i {\displaystyle \beta }
układ liniowy musi spełniać następującą zależność:
{\displaystyle \alpha y_{1}(t)+\beta y_{2}(t)=H\left\{\alpha x_{1}(t)+\beta x_{2}(t)\right\}.}
Zachowanie układu liniowego w odpowiedzi na złożony sygnał wejściowy można więc opisać za pomocą sumy odpowiedzi na prostsze sygnały wejściowe. W przypadku układów nieliniowych taka własność nie jest zachowana. Ta matematyczna własność sprawia, że znalezienie rozwiązania równań opisujących układ liniowy jest znacznie prostsze niż w przypadku równań, które opisują układ nieliniowy.
Opis za pomocą układu liniowego jest łatwo rozpoznawalny – ma charakter zależności liniowych, a więc w równaniach nie występują żadne iloczyny ani potęgi zmiennych, a ewentualne współczynniki tych równań (czyli parametry układu) nie zależą od zmiennych. Układy liniowe opisuje się, ogólnie rzecz ujmując, operatorami liniowymi, w szczególności liniowymi równaniami różniczkowymi (zwyczajnymi lub cząstkowymi), liniowymi równaniami różnicowymi, całkowymi lub liniowymi równaniami algebraicznymi. Układy nieliniowe opisuje się w ogólności operatorami nieliniowymi, w szczególności nieliniowymi równaniami różniczkowymi (zwyczajnymi lub cząstkowymi), nieliniowymi równaniami różnicowymi, całkowymi lub nieliniowymi równaniami algebraicznymi.
W przypadku układów stacjonarnych opis za pomocą układu liniowego stanowi podstawę dla metod wykorzystujących charakterystyki impulsowe oraz dla metod częstotliwościowych (metod, w których korzysta się z charakterystyk częstotliwościowych). Metody te modelują funkcję {\displaystyle x(t)} sygnału wejściowego za pomocą odpowiednio: impulsów jednostkowych lub składowych harmonicznych. Zagadnienia te są przedmiotem uwagi w teorii stacjonarnych układów liniowych (ang. Linear Time-Invariant – LTI).
Typowe stacjonarne układy liniowe opisane równaniami różniczkowymi można w prosty sposób analizować wykorzystując, w przypadku układów ciągłych – transformatę Laplace’a, a w przypadku układów dyskretnych – transformatę Z. Dla typowych układów liniowych znane są ich własności i układy te posiadają rozwiązania analityczne, które łatwo wyliczyć. Warto również zauważyć, że rozwiązania układów linowych stanowią zbiór funkcji, które w geometrycznym sensie zachowują się jak wektory.